# Twilight (Virginia Occidental)
Twilight es un lugar designado por el censo (en inglés, census-designated place, CDP) situado en el condado de Boone, Virginia Occidental, Estados Unidos. Según el censo de 2020, tiene una población de 74 habitantes.

## Geografía
La localidad está ubicada en las coordenadas 37°55′31″N 81°36′52″O / 37.92528, -81.61444. Según la Oficina del Censo, tiene una superficie de 1.30 km² de tierra y 0.003 km² de agua.

## Demografía
Según el censo de 2020, hay 74 personas residiendo en la localidad. La densidad de población es de 57 hab./km². El 93.24% de los habitantes son blancos y el 6.76% son de una mezcla de razas. No hay hispanos o latinos viviendo en la zona.